# المقبرة اليهودية في بيزانسون

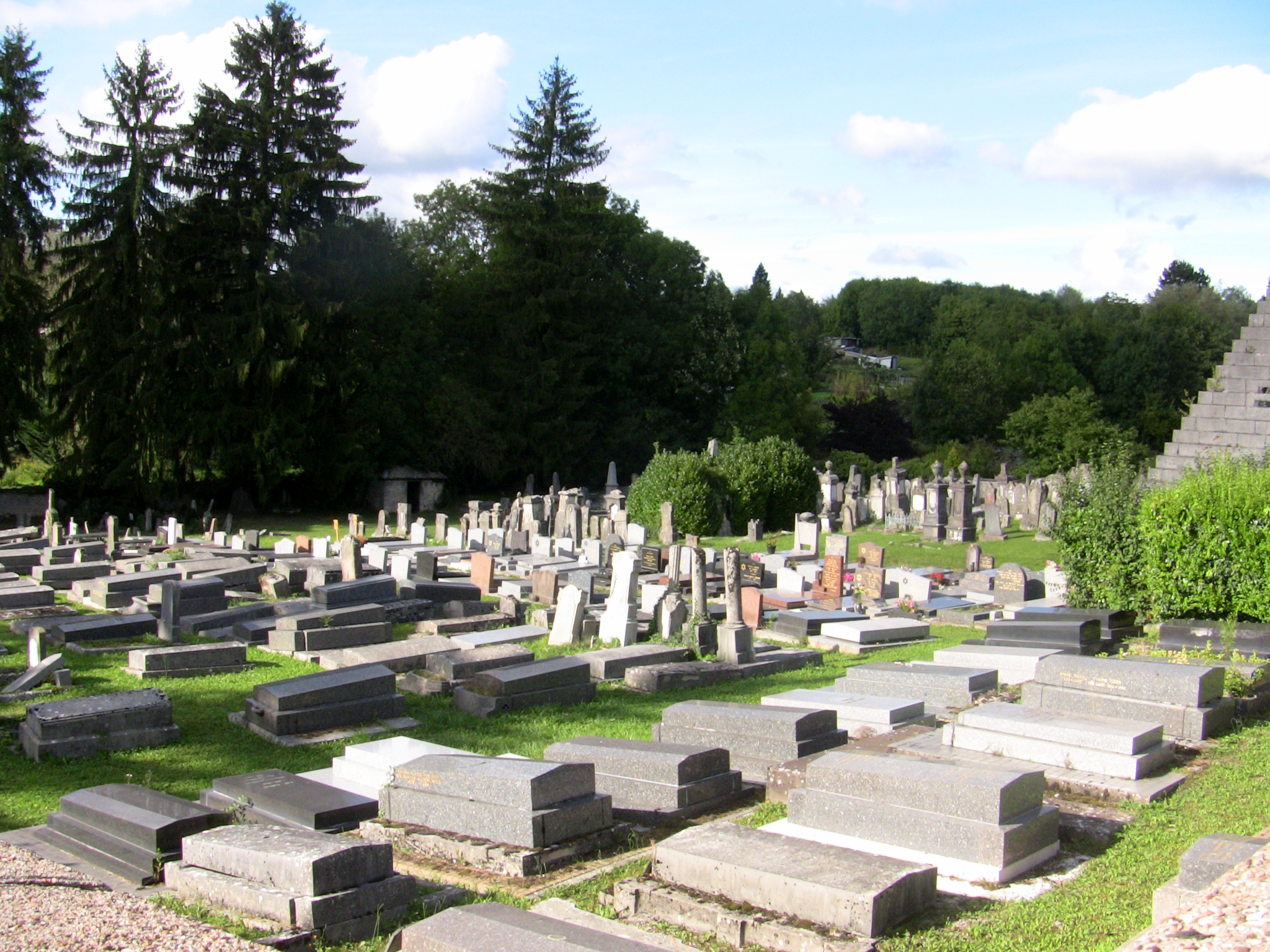
المقبرة اليهودية

المقبرة اليهودية في بيزانسون Jewish cemetery of Besançon هي مقبرة يهودية تقع في مدينة بيزانسون الفرنسية.
تقع في شارع آن فرانك في بين منطقتي بريغي وبالينت في الشمال الغربي من المدينة. اشتراها اثنان من اليهود في عام 1796. وعند مدخل المقبرة يقوم نصب تذكاري يخلد يهود المدينة الذين سقطوا خلال الحرب العالمية الأولى. وتبلغ مساحة المقبرة 700 متر مربع، وبها أكثر من 500 قبر.